# ليغا باسكيت الدرجة الأولى موسم 2006–07
ليغا باسكيت الدرجة الأولى موسم 2006–07 كان الموسم رقم 85 أقيم بمشاركة 18 فريقا. توج منز سانا 1871 باسكت بطلا وجاء فيرتوس بالاكانسترو بولونيا ثانيا.

## الأدوار الإقصائية
ربع النهائي
- منز سانا 1871 باسكت - بالاكانسترو كانتو 3-0 (95-76، 97-82، 91-60)
- أولمبيا ميلانو - بالاكانسترو فاريزي 3-1 (75-72، 77-69، 62-71، 88-77)
- فيرتوس بالاكانسترو بولونيا - بييلا لكرة السلة 3-2 (87-97، 94-69، 104-102، 79-84، 89-72)
- فيرتوس روما - باسكت نابولي 3-0 (73-57، 68-64، 83-58)

نصف النهائي
- منز سانا 1871 باسكت - فيرتوس روما 3-1 (74-88، 84-76، 114-108، 70-49)
- فيرتوس بالاكانسترو بولونيا - أولمبيا ميلانو 3-1 (75-71، 78-81، 80-73، 81-73)

النهائي
- منز سانا 1871 باسكت - فيرتوس بالاكانسترو بولونيا 3-0 (81-71، 86-65، 90-82)